# Sant Cristòfol de Borrassers
Sant Cristòfol de Borrassers és una antiga església parroquial del municipi de Lluçà a la comarca d'Osona, inclosa en l'Inventari del Patrimoni Arquitectònic de Catalunya. Situada a l'esquerra de la riera de Lluçanès, limita amb el terme d'Alpens.
S'hi pot accedir per una pista que comença entre el quilòmetre 6 i 7 de la carretera BV-4341, molt a prop de Santa Eulàlia de Puig-oriol.
Sant Cristòfol pertanyia al terme del Castell de Lluçà.
El 905 ja la trobem documentada com a sufragània de Santa Maria de Lluçà. El 988 apareix en el testament de Sunifred de Lluçà.
De l'església romànica en resta la capella de Sant Cristòfol, refeta al segle xvi, sufragània de Santa Eulàlia de Puig-oriol. Al segle xviii s'amplia a petició dels bisbes, per atendre millor els feligresos. Un cop l'any encara s'hi celebra culte.

## Postals de l'ermita

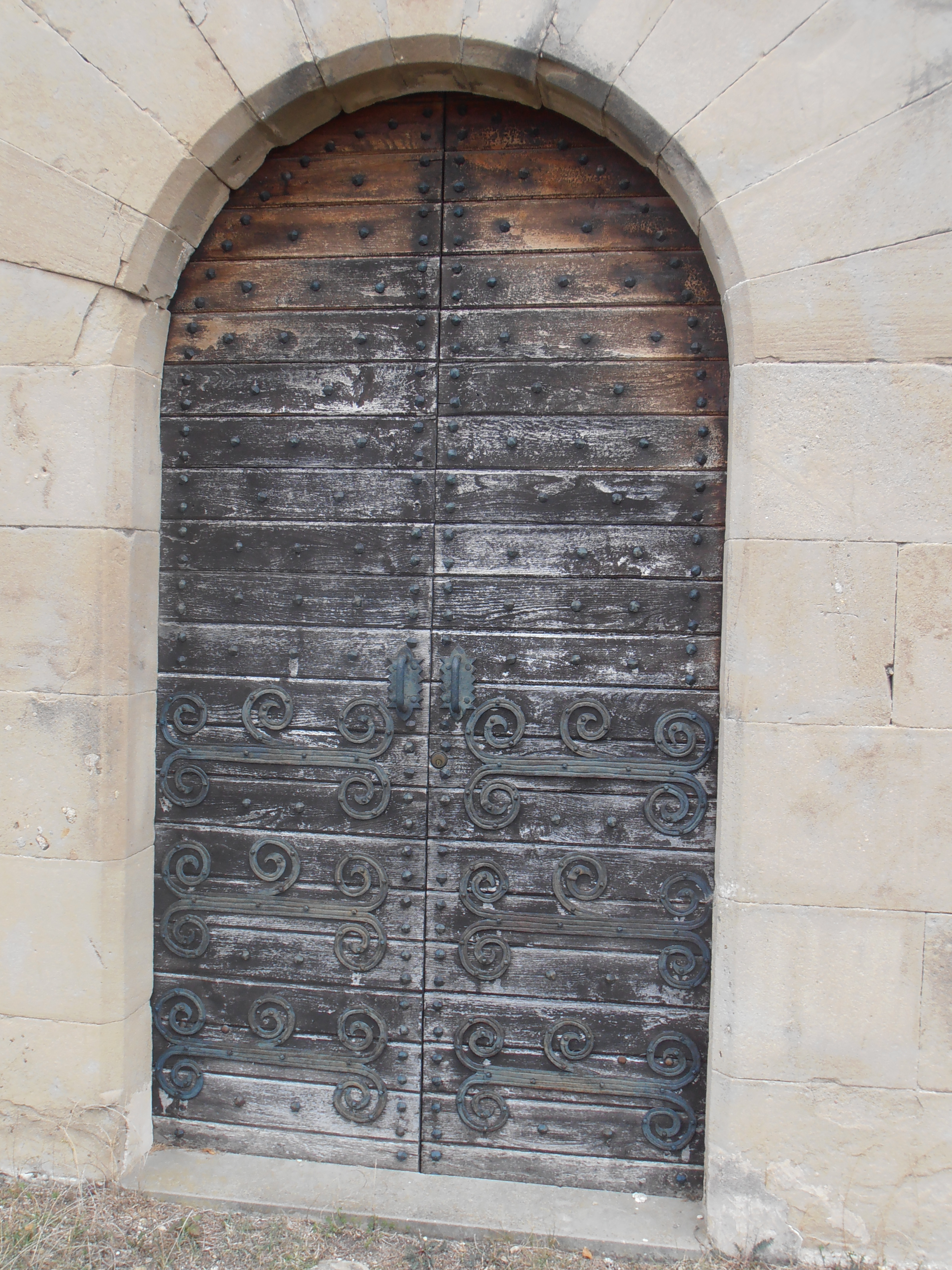
Porta de fusta amb ornaments de ferro
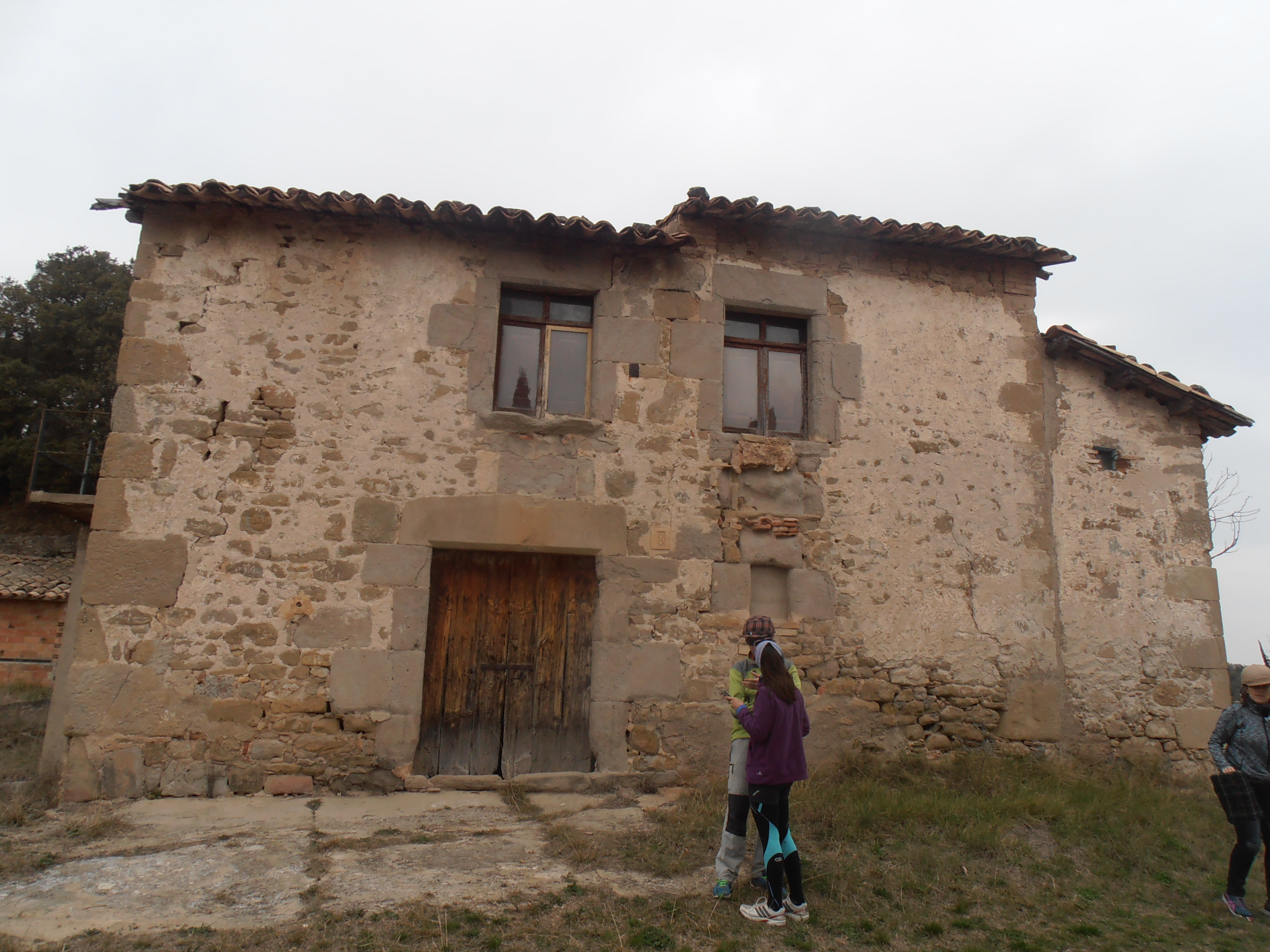
Casalot en el mateix pla de l'ermita (era)
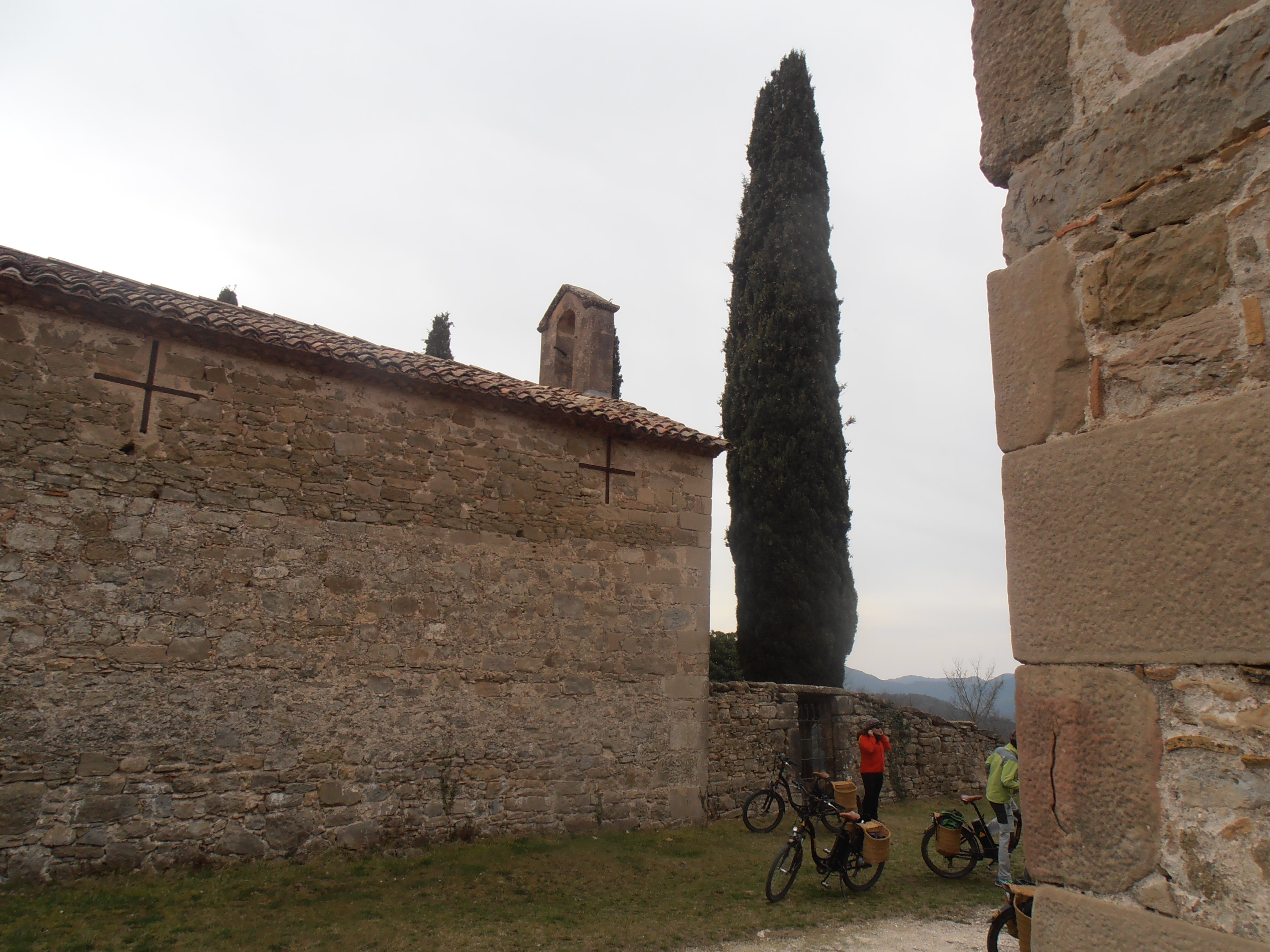
Costat nord l'ermita
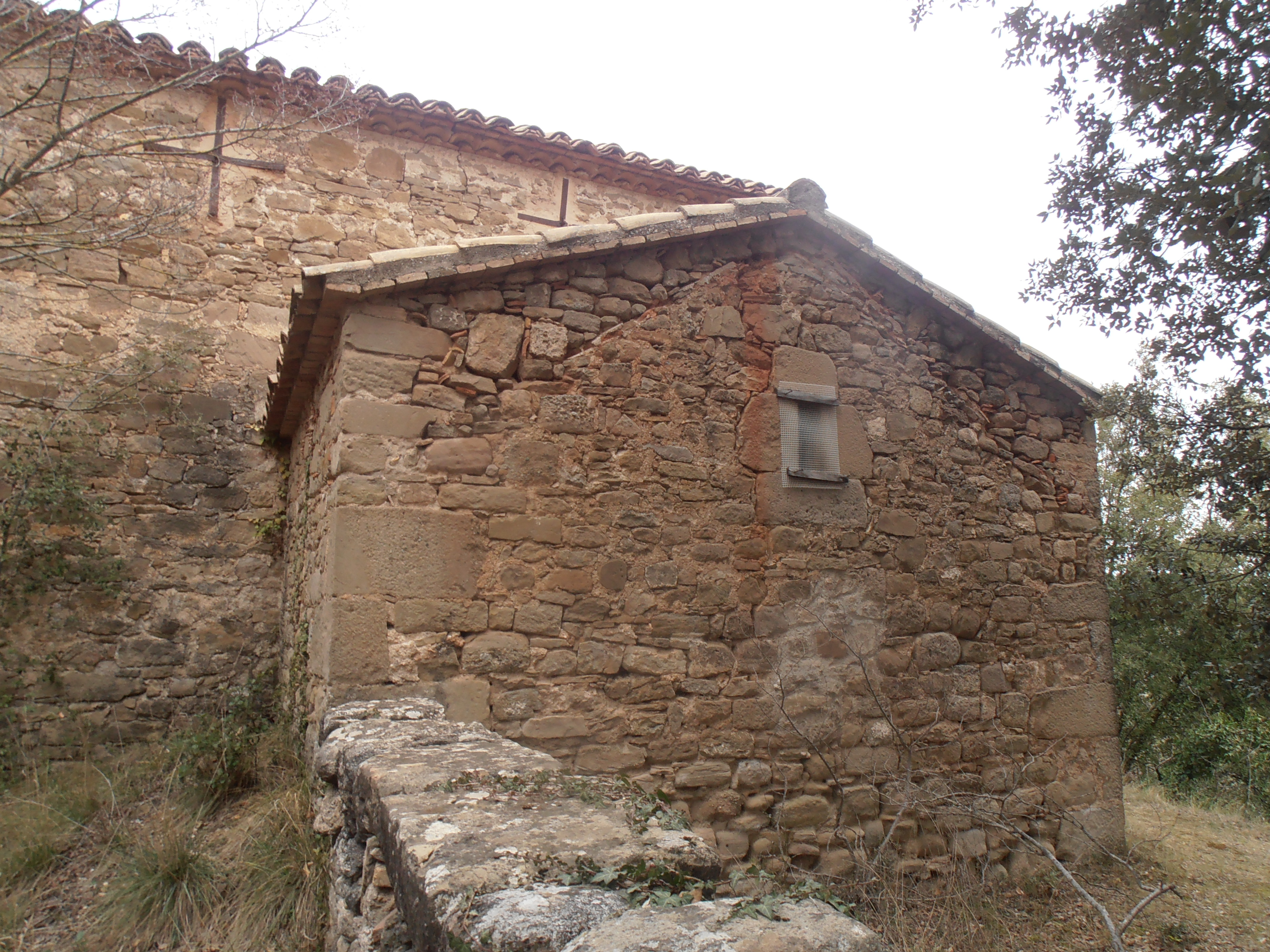
Voldria ser una absis però quadrat?.
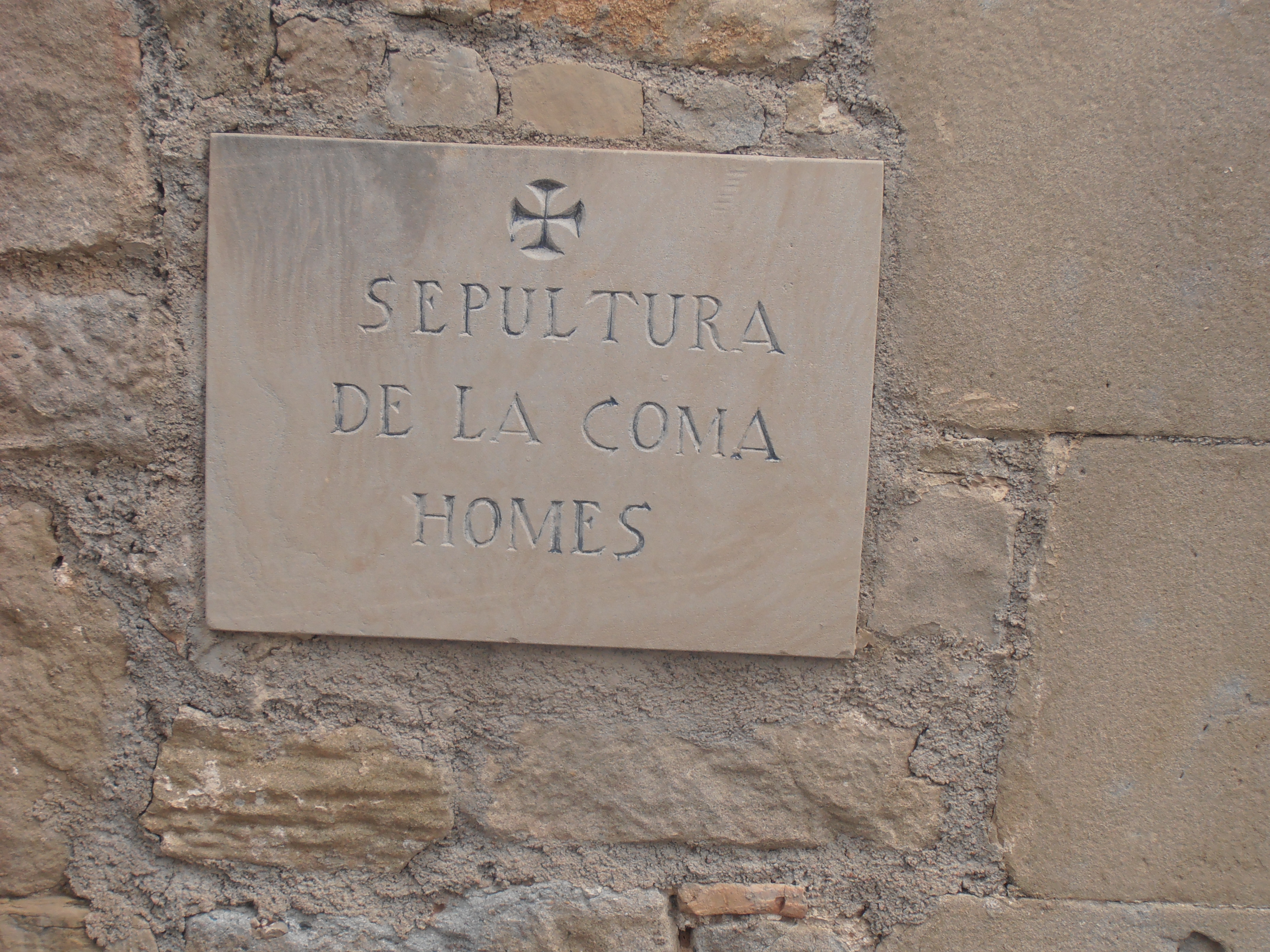
Indicatiu de sepultura d'homes
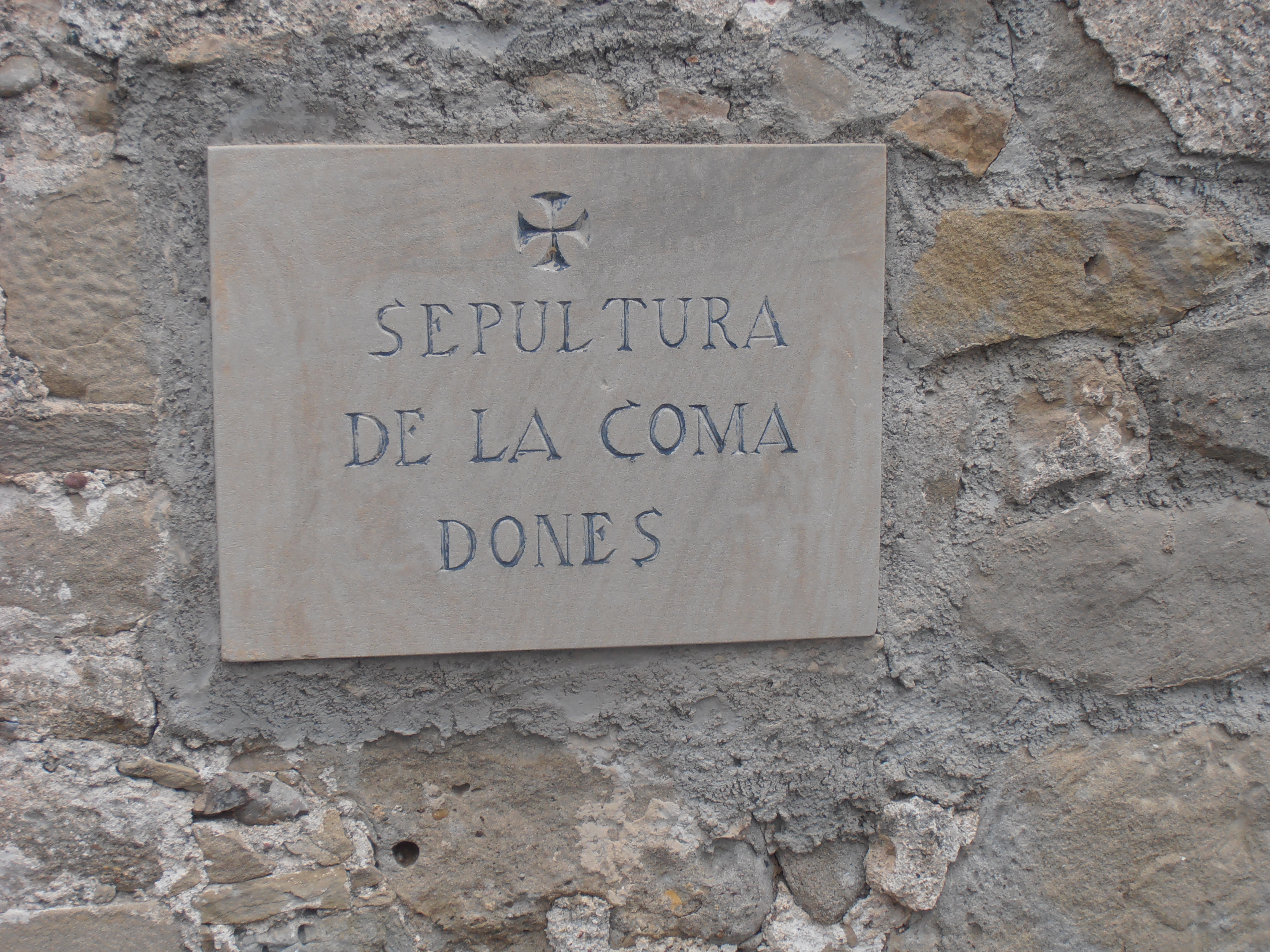
Indicatiu de sepultura de dones